# Jean-Claude Pinéda
Pas d'image ? Cliquez ici

a Compétitions nationales et continentales officielles uniquement.

Jean-Claude Pinéda est un joueur français de rugby à XV né le 6 février 1958, ayant évolué au RC Narbonne au poste de pilier gauche, puis droit essentiellement, durant plus de dix ans.
Il est le seul joueur français ayant disputé six finales du challenge Yves du Manoir. Son frère cadet Jean-Jacques Pinéda, pilier gauche, remporte le challenge à ses côtés en 1990 et 1991, et sera une dernière fois finaliste en 1992 avec lui.

## Palmarès
- Championnat de France de première division :
  - Demi-finaliste (2) : 1988 et 1989
- Challenge Yves du Manoir :
  - Vainqueur (4) : 1984, 1989, 1990 et 1991
  - Finaliste (2) : 1982 et  1992
  - Demi-finaliste (4) : 1981, 1983, 1993 et 1994
- Coupe de France :
  - Vainqueur (1) : 1985